# Córrego do Bom Jesus
Córrego do Bom Jesus est une municipalité brésilienne de l'État du Minas Gerais et la microrégion de Pouso Alegre.